# ディアナ・トロイ
ディアナ・トロイ  (Deanna Troi) は、『スタートレック』シリーズに登場する人物の一人。『新スタートレック』のレギュラーキャスト。マリーナ・サーティスが演じた。日本語版の声優は高島雅羅。

## 人柄
ベタゾイドの母ラクサナ・トロイと地球人の父イアン・アンドリュー・トロイの間に生まれ、テレパシー能力を有する。ただし純粋なベタゾイドではないので、母親や他のベタゾイドに比べると、正確に心を読むことはできない。
階級は少佐→中佐でUSSエンタープライズDではカウンセラーを務めクルーのカウンセリングを担当しているが、メインブリッジにいることも多く艦長に助言を求められることも多い。また、艦の存亡危急の状況下では自ら操舵を担うこともある。（『ジェネレーションズ』他）
カウンセラーとしては優秀で親身だが、彼女自身は、放漫で高圧的な母親とぎくしゃくしたり、恋愛面で上手くいかないことも多い。

## 経歴
ベタゾイド大学で心理学を修める。学生時代にウィリアム・T・ライカーと出会い恋仲となるも、その後破局する。しかしお互いのことを「イムザディ（ベタゾイド語で『最愛の人』）として心を通じ合わせている。その後、宇宙艦隊アカデミーを経て宇宙艦隊に入る。U.S.S.ペガサスの事件に関して悩むライカーに惑星連邦誕生直前のホロプログラムを紹介して解決を促したり、ホロプログラム依存症のレジナルド・バークレーを回復させたりと、カウンセラーとして大きな役割を果たしている。
2370年、昇進試験をクリアし中佐に昇進。U.S.S.エンタープライズDの5番目の指揮権を有する（ちなみに第１順位は、艦長のピカードである。以下、副長のライカー、データ、ビバリー・クラッシャーの順）。一時はウォーフと恋仲になり、クリンゴン式のセックスの果てに傷だらけの状態でブリッジに現れるが、その後自然に解消する。
2375年、惑星バクーで起きた事件の際、バクーの地上でメタファジック放射線を浴びたために若干の若返りをし、その影響でライカーとの仲が復活する。
カーデシアへの潜入任務の際に一時的に解任されたピカードに代わって着任した臨時艦長であるエドワード・ジェリコに「制服を着て欲しい」と言われて以来、それまで着ていたドレスを身にまとうことは少なくなる。
2376年ごろ、U.S.S.ヴォイジャーを捜索・支援を目的とするパスファインダー計画に参加するレジナルド・バークレーを精神的に支える（エピソード：遥か彼方からの声）。
2379年、ピカードの媒酌によりライカーと結婚し、ディアナ・ライカー・トロイとなる。「シンゾン事件」のあと、ライカーがU.S.S.タイタンの艦長として昇進・転属するにあたり、同艦のカウンセラーとして転属する（『ネメシス/S.T.X』）。
2399年、『スタートレック:ピカード』シーズン1では、引退して準現役士官となり、ライカーと娘ケストラとともに惑星ネペンテの森の中に住む。息子のサドを病気で失っている。2399年、データの娘ソージとともにネペンテを訪ねたピカードに再会する。
2401年、『スタートレック:ピカード』シーズン3では、可変種に誘拐された後に夫ライカーとともに捕らわれるも、ウォーフによって救出されてかつてのエンタープライズの士官仲間たちに再会する。可変種に追われるピカードの息子ジャックの奇妙なテレパシー能力の謎を解くため、カウンセリングを行ってボーグとつながっていることを知る。やがて、ピカードから受け継いだ、ボーグにより改変された遺伝子の所産であることが判明する。エンタープライズ-Dがボーグ・キューブに侵入した際には、夫ら仲間たちの位置を感知して救う。

### 非公式なメディアの記述
非公式小説「Star Trek:TITAN」によれば、ライカーとの間に娘ナターシャ・ミアナ・ライカー・トロイをもうけることになっている。